# Snelheid (locomotief)
De Snelheid was de naam van de eerste locomotief in Nederland, die samen met de Arend de eerste trein tussen Amsterdam en Haarlem trok.
De in 1837 opgerichte Hollandsche IJzeren Spoorweg-Maatschappij (HSM) bestelde in juli 1838 vier locomotieven bij de fabriek R.B. Longridge & Co te Bedlington van het door Stephenson gepatenteerde type Patentee, die de namen Snelheid, Arend, Hoop en Leeuw zouden krijgen. De Snelheid en Hoop waren gelijk aan elkaar, maar weken op diverse punten af van de Arend en Leeuw.
De Snelheid arriveerde in mei 1839 als eerste van de vier in Nederland. Nadat de locomotief in juli 1839 rijvaardig was gemaakt, konden op 6 augustus 1839 de eerste proefritten op het in aanleg zijnde traject tussen Amsterdam en Haarlem worden gemaakt. Tijdens een proefrit als losse locomotief op 18 september 1839 deed de Snelheid haar naam eer aan door een snelheid van bijna 90 km/u te bereiken. Tijdens de normale dienst werd de maximumsnelheid beperkt tot 40 km/u.
Nadat de Arend begin september 1839 in Haarlem arriveerde kon de treindienst worden begonnen. Na de openingsritten op 20 en 21 september 1839, werd op 24 september 1839 met de reguliere dienst aangevangen. Op 20 oktober 1839 werd de zusterlocomotief Hoop afgeleverd.
De Snelheid en Hoop deden dienst op het gehele breedsporige traject van de HSM, dat in 1842 werd verlengd tot Leiden en in 1843 tot Den Haag om in 1847 tot Rotterdam te komen. In 1848 bleek de staat van de Hoop dermate slecht te zijn, dat geopperd werd om deze locomotief als plukloc voor de Snelheid te gebruiken. Wegens de slechte ervaringen met de locomotief Leiden en het afbestellen van twee gelijke locomotieven zou er geen vervangende locomotief zijn om de Hoop af te voeren. Daarop werd besloten om de vier oudste locomotieven volledig te reviseren. De Snelheid werd in 1848 als eerste gereviseerd, gevolgd door de Hoop in 1849. Kort voor deze revisie explodeerde de vuurkist van de Hoop op 5 juli 1849 op het station van Amsterdam.
Nadat het spoor van de Nederlandsche Rhijnspoorweg-Maatschappij (NRS) in de periode 1854-1855 was omgebouwd van breedspoor tot normaalspoor, probeerde de HSM een aantal van de bij de NRS overbodig geraakte jongere breedspoorlocomotieven over te nemen, ter vervanging van de oudste eigen locomotieven. De NRS had deze echter al aan de handelaar B.J. Nijkerk in Amsterdam verkocht. Met deze handelaar kwam de HSM overeen om twaalf locomotieven te ruilen met bijbetaling van 2000 gulden per locomotief. In 1856 werden de Snelheid en Hoop geruild tegen de jongere ex-NSR locomotieven 4 Pegasus en 5 Hercules. De Pegasus werd direct afgekeurd en teruggeleverd aan de aannemer. De Hercules heeft bij de HSM dienstgedaan totdat deze op 10 augustus 1856 bij een spoorwegongeval bij Schiedam ernstig beschadigd raakte, waarna ook deze aan de aannemer werd teruggeleverd. Alle genoemde locomotieven zijn nadien gesloopt.
| Fabrieksnummer | Naam     | In dienst | Uit dienst | Bijzonderheden                |
| -------------- | -------- | --------- | ---------- | ----------------------------- |
| 116            | Snelheid | 1839      | 1856       | Geruild tegen NRS 4 Pegasus.  |
| 122            | Hoop     | 1839      | 1856       | Geruild tegen NRS 5 Hercules. |

## Trivia
- De Snelheid werd afgeleverd met de naamplaten "Snelhied", doch spoedig werden nieuwe naamplaten met de juiste naam geleverd.